# Maculinea marginedistincta
Maculinea marginedistincta är en fjärilsart som beskrevs av Barend J. Lempke 1955. Maculinea marginedistincta ingår i släktet Maculinea och familjen juvelvingar. Inga underarter finns listade i Catalogue of Life.